# Старе Головчиці
Старе Головчиці (пол. Stare Hołowczyce) — село в Польщі, у гміні Сарнаки Лосицького повіту Мазовецького воєводства.
У 1975-1998 роках село належало до Білопідляського воєводства.